# 小行星7220
小行星7220（7220 Philnicholson）是一颗围绕太阳公转的小行星。1981年8月30日，愛德華·鮑威爾在可可尼诺县发现了此天体。
該小行星以澳大利亞天文學家菲爾·尼科爾森命名。
这颗小行星的绝对星等为164.6486655558284等。